# Charlie McCoy
Pour les articles homonymes, voir McCoy.
Pour l’article homonyme, voir Papa Charlie McCoy.
Charlie McCoy, né le 28 mars 1941 à Oak Hill (Floride), est un harmoniciste et guitariste américain, spécialisé dans la musique country.

## Biographie
Depuis ses débuts à l'harmonica, Charlie McCoy a joué avec un grand nombre d'artistes du monde entier comme Elvis Presley, Bob Dylan, Simon & Garfunkel, Cliff Richard, Johnny Cash, Johnny Hallyday, Eddy Mitchell et Yvette Horner.
Il commence à travailler dans des séances d'enregistrement au début des années 1960. Après avoir participé au fameux morceau Candy Man, de Roy Orbison, Charlie McCoy devient un des instrumentistes les plus demandés à Nashville avec parfois 400 enregistrements par an. Depuis quelques années, cependant, il réduit singulièrement le nombre de ces sessions afin de se consacrer à des tournées au Japon et en Europe en plus de celles aux États-Unis.
Charlie McCoy réalise d'abord des albums sous le label Monument Records à la fin des années 1960 : après The Real McCoy, sorti en 1969, onze autres albums paraissent sous ce label. Il obtient ainsi de nombreuses distinctions, dont un Grammy Award. Et, malgré les années, il reçoit toujours des nominations.
En plus de son travail pour ses propres albums, Charlie McCoy est membre de deux groupes légendaires à Nashville : Area Code 615 et Barefoot Jerry. Il est aussi reconnu pour ses capacités à jouer de nombreux instruments, autres que l'harmonica : guitare, basse, batterie, piano, etc.
En 1982, le label Monument Records met fin à son activité, et Charlie enregistre, avec son groupe, One for the road, en 1986. Il enregistre ensuite quatre albums sous le label Step One Records.
Depuis, Charlie McCoy fait régulièrement des tournées en Europe et au Japon, et il a réalisé plusieurs albums avec des compagnies danoises, françaises, et allemandes.
En 2011, il participe à l'enregistrement de Back to Lovecraft, un album composé de poésies de l'auteur H.P. Lovecraft, adaptées en musique folk et country. La même année il enregistre des cours d'harmonica en vidéos, pour le site Imusic-school.

## Distinctions
- Grammy Award 1973 The Real McCoy album ;
- CMA Awards 1972-1973 « Instrumentalist of the Year » ;
- Academy of Country Music 1977,'78,'79,'80,'81,'83,'88 « Instrumentalist of the Year » ;
- Reçu membre du Country Music Hall of Fame en mai 2009.

## Discographie
- The World of Charlie McCoy, 1967
- The Real McCoy (1968 version), 1968
- The Real McCoy, 1971
- Charlie McCoy, 1972
- Good Time Charlie, 1973
- The Fastest Harp in the South, 1973
- The Nashville Hit Man, 1974
- Charlie McCoy Christmas, 1974
- Charlie My Boy, 1975
- Harpin' The Blues, 1975
- Play It Again Charlie, 1976
- Country Cookin', 1977
- Greatest Hits, 1978
- Appalachian Fever, 1979
- One For the Road, 1986
- Charlie McCoy's 13th, 1988
- Beam Me Up Charlie, 1989
- Out On A Limb, 1991
- Precious Memories, 1998
- Classic Country, 2003
- A Celtic Bridge : from Nashville to Dublin, 2007

### En Europe
- Harmonica Jones, 1987
- Another Side of Charlie McCoy, 1988
- Candle Light, Wine & Charlie, 1989
- International Incident, 1990
- International Airport, 1992
- Live in Paris, 1992
- Choo Choo Ch'Boogie, 1994
- American Roots, 1995
- La Légende Country, 1998
- Live in Brno, 2004

## Participations en tant que musicien
- Johnny Hallyday : Albums : Sings America's Rockin' Hits (1962) / Les Bras en croix (1963) / Entre violence et violon (1983) - En V.O. (1983, sortie mars 1984) / Drôle de métier (1984) / Spécial Enfants du Rock (1984).
- Eddy Mitchell : Albums : Rocking in Nashville, Made in USA, Rocking in Olympia 1975 (1975) / Sur la route de Memphis (1976) / La Dernière Séance, Palais des sports 77 (1977) / Après Minuit (1978) / C'est bien fait (1979) / Happy Birthday (1980) / Le Cimetière des éléphants (1982) / Racines (1984) / Mr. Eddy (1996) / Héros (2013).
- Yvette Horner : À Nashville, avec Charlie McCoy (Album LP, CBS, 1977)
- Elvis Presley : 7 movie soundtracks, single records; Big Boss Man, Hi-Heel Sneakers
- Bob Dylan : 5 albums, harmonica sur "Obviously Five Believers"
- Perry Como, Dream On Little Dreamer, Seattle
- Simon and Garfunkel, The Boxer
- Paul Simon, Papa Hobo
- Manhattan Transfer, Love For Sale
- Ann-Margret, I Just Don't Understand
- Peter, Paul & Mary, Album 17
- Roy Orbison, Candy Man, Blue Bayou
- Patti Page, Hush, Hush Sweet Charlotte
- Steve Miller Band, Going Back To The Country
- Nancy Sinatra, Jackson
- Ringo Starr, album Beaucoups of Blues
- Gordon Lightfoot, Canadian Railroad Trilogy
- Conway Twitty, Play, Guitar Play
- Johnny Cash, Orange Blossom Special, It Ain't Me Babe
- Vince Gill, Christmas Won't be The Same This Year
- Alabama, Tar Top
- Barbara Mandrell, I Was Country, When Country Wasn't Cool
- Johnny Paycheck, Take This Job And Shove It, Slide Off Of Your Satin Sheets
- Tom T. Hall, Old Dogs, Children, And Watermelon Wine, I Love
- Bobby Bare, Five Hundred Miles
- Dolly Parton, My Tennessee Mountain Home
- Loretta Lynn, When The Tingle Becomes A Chill
- Flatt And Scruggs, album Times, They Are A'Changing
- Osborne Brothers, Midnight Flyer
- Doc Watson, album with Flatt and Scruggs
- George Jones, He Stopped Loving Her Today
- Steve Wariner, Tennessee Christmas
- Ronnie Milsap, I Wouldn't Have Missed It For The World
- Tanya Tucker, Delta Dawn, What's Your Mama's Name, Blood Red And Going Down
- Anne Murray, I'm In Love With You
- Johnny Carver, Tie A Yellow Ribbon
- Jerry Lee Lewis, What Made Milwaukee Famous
- Waylon Jennings, Only Daddy That'll Walk The Line, Brown Eyed Handsome Man
- Jim Ed Brown, Southern Loving
- Chet Atkins, Chet Picks On The Beatles, Superpickers
- Wilma Burgess, Baby
- Marie Osmond, Paper Roses
- Ray Stevens, The Streak
- Sammy Kershaw, Tatoo
- Rodney Crowell, Candy Man
- Ween, Twelve Golden Country Greats